# Медијски прикази ХИВ/АИДС
Почетни догађаји и трендови у расправама о ХИВ-у и АИДС-у у масовним медијима допринели су стигми и дискриминацији оболелих од ове болести. Каснијe дискусијe, коју су понекад водили сами оболели, преокренуле су дискурс ка заговарању образовања, превенцији. Извештај УНЕСКО-а о образовању новинара наводи: „Добро истражени телевизијски садржаји могу створити свест јавности о превенцији ХИВ-а, лечењу, нези и подршци могу потенцијално утицати на развој и спровођење релевантних политика.“
Стање које је касније названо АИДС први пут је примећено у јуну 1981. године када је Centers for Disease Control  известио да је пет геј мушкараца у Лос Анђелесу умрло од сличних ретких симптома болести. У року од два месеца умрло је још 100 геј мушкараца и сазнало се да постоји нека нова болест. Већина медија је показала тенденцију уопштавања, наглашавајући ризик за читаву старосну групу, пол или сексуалну оријентацију, за разлику од понашања и карактеристика појединаца који представљају већи ризик. Како и када су различити медији широм света објавили ове информације, варирају, као и накнадно и савремено извештавање и приказ ХИВ-а и АИДС-а у медијима.
Раније су ограничене информације потицале из неколико ауторитативних извора. За ХИВ/АИДС, нови медији доносе прилике као и изазове. „Постоји потенцијал да ове промене донесу већи плурализам, приступ информацијама, демократизацију и одговор на потребе потрошача. Међутим, „ове промене доносе и високо комерцијалне медије вођене оглашавањем, склоне сензационализму и често веома сексуализоване“.
Многи уметници и активисти за борбу против АИДС-а, као што су Лери Крејмер, Диаманда Галас и Роса вон Праунхајм, воде кампању за образовање о АИДС-у и борбу за права оболелих.

## Медијске личности познате по представљању питања ХИВ/АИДС-а
Широм света и кроз историју, јавне личности су често предводиле трендове у извештавању о питањима ХИВ/АИДС-а.

### Рок Хадсон
Рок Хадсон је био холивудски глумац који је умро од компликација повезаних са АИДС-ом 2. октобра 1985. године.
Раније те године, AIDS Project Los Angeles почео је да организује бенефицију под називом Вечера посвећености животу која је имала за циљ прикупљање милион долара за финансирање лека за АИДС. Првобитно је догађај био заказан у малој плесној сали хотела Центури Плаза, али је у јулу 1985. Хадсон објавио да има СИДУ и подржао догађај, што је увелико повећало озлоглашеност догађаја и захтевало промену места одржавања у хотел Вестин Бонавентуре . Дана 19. септембра 1985. године, многе врхунске холивудске личности, укључујући Елизабет Тејлор, Ширли Меклејн и градоначелника Лос Анђелеса Тома Бредлија, присуствовале су догађају, са наступима Керол Барнет, Семија Дејвиса млађег, Рода Стјуарта, Синди Лопер, Дајан Керол и других.

### Меџик Џонсон
Амерички кошаркаш Меџик Џонсон објавио је 7. новембра 1991. да има ХИВ. Његова објава подигла је свест међу црнцима да је ХИВ проблем и такође је наглашено да се ХИВ може пренети хетеросексуалним сексом.
Џонсонова најава је резултирала порастом броја Американаца који се тестирају на ХИВ. Разговори на ову тему у америчком друштву отпочели су када су милиони људи који су раније сматрали да је АИДС нешто о чему не требају да брину, одједном су ову болест сматрали претњом јер је здрав мушкарац и јавна личност која је била идол делу популације заражена АИДС-ом.

### Педро Замора
Педро Замора је био кубански амерички геј мушкарац који се заразио ХИВ-ом као тинејџер, постао је ХИВ активиста, био је део МТВ-јеве телевизијске емисије Тhe Real World, а затим је умро од сиде са 22 године, 1994. Познат је као јавна личност која се заразила ХИВ-ом и чији је свакодневни живот добро документован у масовним медијима. Године 1993. он је сведочио Конгресу Сједињених Држава о свом искуству. Заслужан је као посебно ефикасан портпарол за подизање свести о ХИВ-у у латино заједници.

### Принцеза Дајана
Дајана Френсис Спенсер, принцеза од Велса, била је присталица подизања свести о СИДИ и разбијања веровања да се она може пренети додиром.
Принцеза Дајана је  током пролећа 1987 отворила прво одељење за лечење сиде у Уједињеном Краљевству, које се налази у лондонској болници Мидлсекс.
Године 1991. штампана је фотографија на којој се види како се принцеза Дајана рукује са пацијентом оболелим од АИДС-а у Кејси Хаусу — стамбеној сали за пацијенте са АИДС-ом. На фотографији се види да Дајана није носила рукавице док се руковала са оболелим.

## Теме у медијским приказима
Неке идентификоване теме које се стално појављују у медијима који приказују ХИВ су концепт „другог“ (невини незаражени спрам кривих оболелих, чиста крв спрам прљаве крви), кривљења жртава, хетеросексизма и поређења животних стилова људи у урбаним и руралним срединама.

### Кривљење жртве
Филмови са темом „окривљавања жртава“ често приказују људе који живе са АИДС-ом као кривце за заразу ХИВ-ом. У таквим темама, особе са ХИВ-ом често угрожавају здравље невиних људи.

### Хетеросексизам
Медији у Сједињеним Америчким Државама повезивали су СИДУ са геј мушкарцима почевши од 1982. године, упркос томе што је ЦДЦ у то време редовно откривао да се и друге популације такође могу заразити инфекцијом која изазива СИДУ. До 1983. скоро сви медији о геј мушкарцима били су у контексту представљања прича о СИДИ. Филмови који укључују ХИВ као тему често приказују геј мушкарца као централног лика са сидом. Медијски приказ АИДС-а као геј мушке болести је проблематичан јер не успева да промовише јавно разумевање утицаја АИДС-а на различите популације које АИДС погађа.

### Урбано спрам руралног
Представе о АИДС-у у медијима могу направити поређење између урбаних и руралних подручја. У таквим приказима град се може приказати као место геј заједнице и ширења АИДС-а, док рурална подручја представљају морал, конзервационизаам и слободу од штетних девијантности.

### Извештаји о излечењу
Извештавано је да је беба рођена у Мисисипију 2013. излечена од ХИВ-а, јер је коктел лекова резултирао ремисијом без потребе за даљим лечењем, јер је ХИВ престао да се размножава. Међутим, касније тестирање када су лекови за ХИВ престали су открили да је дете још увек ХИВ позитивно.

## Значајни прикази

### Филмови
- Buddies (1985) – први независни филм који приказује епидемију АИДС-а
- An Early Frost (1985) – први филм телевизијске мреже који приказује епидемију АИДС-а
- Silence = Death and Positive– два награђивана документарна филма Розе фон Праунхајм, оба су објављена 1990.[30]
- Филаделфија (1993) – награђивани филм који говори о геј човеку Ендру Бекету који тражи од адвоката Џоа Милера да му помогне да тужи своје послодавце, који су га отпустили након што су открили да има СИДУ. Значајан је по томе што је један од првих мејнстрим холивудских филмова који се експлицитно бави ХИВ/АИДС-ом и хомофобијом.
- To Touch the Soul (2007) – документарни филм о калифорнијским студентима који користе визуелне уметности да помогну камбоџанској деци погођеној ХИВ/АИДС-ом да изразе своје жеље и жеље.[31]
- Нормално срце (2014) – приказује кризу ХИВ-а и АИДС-а у Њујорку између 1981. и 1984. године, виђену очима писца/активисте Неда Викса.

### ТВ
- Канадска тинејџерска драма Degrassi High посебно приказује школског насилника Двејна Мајерса који је позитиван на ХИВ.
- It's a Sin (2021) - група пријатеља проналази прилику, прихватање и љубав у Лондону 80-их. Тада епидемија ХИВ/АИДС-а запљусне земљу и уништи њихов круг.

### Стрип
Смрт Ендија Липинкота од АИДС-а у стрипу Doonesbury 24. маја 1990. објављена је на страници са читуљама у The San Francisco Chronicle.